# Azioni penali, reipersecutorie, miste
Le azioni penali, reipersecutorie, miste sono delle azioni risarcitorie di diritto romano.

## Azioni penali
Con le azioni penali in personam, il privato chiedeva al giudice che venisse comminata una sanzione pecuniaria al danneggiante, detta poena. Il valore della poena era determinata in un multiplo del valore del bene danneggiato.

## Azioni reipersecutorie
Con le azioni reipersecutoriae in rem o in personam  non si perseguiva a scopo punitivo l'autore dell'illecito bensì a rifondere al danneggiato il valore del bene leso.
Le azioni reali sono tutte reipersecutorie, le azioni personali potevano essere penali o reipersecutorie.

## Azioni miste
A metà tra azioni reipersecutorie e penali, si collocano le cosiddette azioni mixtae: erano azioni in cui si perseguiva contemporaneamente poena e res. Alla luce della loro natura cumulativa dell'azione penale e reipersecutoria, non potevano concorrere con esse in quanto le sostituivano.